# Energia potencjalna dostępna konwekcyjnie
Energia potencjalna dostępna konwekcyjnie (ang. convective available potential energy, w skrócie CAPE) w meteorologii opisuje ilość energii potencjalnej elementu masy atmosfery uzyskanej podczas pionowego ruchu w atmosferze. Jednostką CAPE jest dżul na kilogram powietrza (J/kg). Dodatnie wartości pokazują na niestabilność konwekcyjną, powstawanie silnych prądów wznoszących w atmosferze co prowadzi do występowania burz.

## Mechanizm

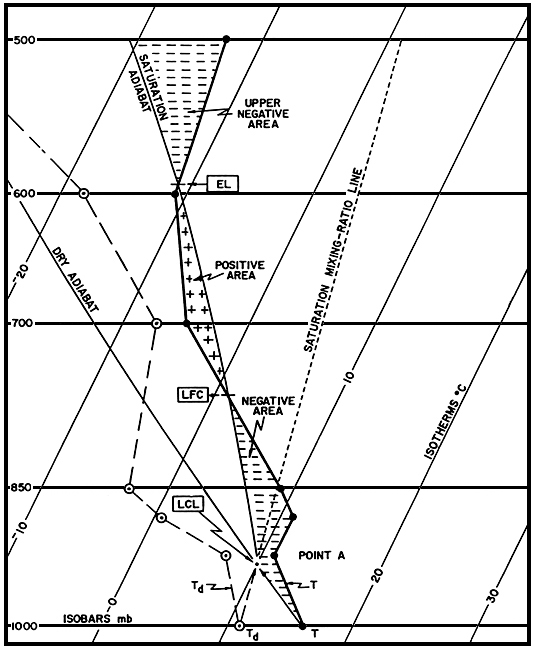
Diagram termodynamiczny

Energia CAPE istnieje w niestabilnej warstwie troposfery (tzw. warstwie wolnej konwekcji), gdy temperatura wznoszącej się cząstki powietrza jest wyższa niż temperatura otoczenia. Cieplejsze powietrze jest lżejsze, więc ten warunek gwarantuje wznoszenie. Każda wartość CAPE większa niż 0 oznacza niestabilność i możliwość groźnych zjawisk.
CAPE liczy się przez całkowanie lokalnej wyporności powietrza w warstwie wolnej konwekcji (czyli na wysokościach od poziomu swobodnej konwekcji (LFC) do poziomu równowagi (EL)).
{\displaystyle CAPE=\int _{z_{f}}^{z_{n}}g\left({\frac {Tv_{par}-Tv_{env}}{Tv_{env}}}\right)\,dz}
Gdzie:
- {\displaystyle z_{f}} i {\displaystyle z_{n}} – wysokości, na których znajdują się poziomy swobodnej konwekcji i równowagi.
- {\displaystyle Tv_{par}} – temperatura wirtualna cząstki powietrza,
- {\displaystyle Tv_{env}} – wirtualna temperatura otoczenia,
- {\displaystyle g} – przyspieszenie ziemskie.

CAPE oblicza się zwykle za pomocą diagramów termodynamicznych przy wykorzystaniu zmierzonych wartości temperatury powietrza i punktu rosy.
Na diagramie CAPE to obszar zaznaczony plusami pomiędzy LFC i EL. Obszar zaznaczony minusami to zatrzymanie konwekcji (CIN). W tym obszarze wirtualna temperatura parceli powietrza jest niższa niż otoczenia i atmosfera jest tu stabilna. CIN wyraża energię potrzebną, by cząstka powietrza osiągnęła poziom swobodnej konwekcji. Gdy ta energia zostanie dostarczona (z ogrzewania, podnoszenia ciepłego powietrza przez zimne itd.), to dopiero wówczas nastąpi konwekcja proporcjonalnie silna do wartości CAPE i będą mogły rozwinąć się groźne zjawiska atmosferyczne.

## Rodzaje i odmiany CAPE
Rodzaje CAPE:
- SB CAPE (ang. Surface Based) — energia potencjalna dostępna konwekcyjnie liczona z cząstki powietrza zalegającej przy powierzchni ziemi oraz podniesiona do poziomu swobodnej konwekcji (LFC)
- ML CAPE (ang.  Mixed  Layer) — energia potencjalna dostępna konwekcyjnie liczona z cząstki znajdującej się na wysokości 100 mb z uśrednioną zmienną temperatur i wilgotności podniesioną do poziomu swobodnej konwekcji.
- MU CAPE (ang.  Most  Unstable) — energia potencjalna dostępna konwekcyjnie liczona dla największej temperatury i wilgotności.

## Czynniki wpływające na dużą wartość CAPE
Wielkość CAPE zależy od różnicy temperatur między wznoszącą się cząstką powietrza a otoczeniem na średnich i dużych wysokościach. Większa różnica temperatur (na korzyść wznoszącej się parceli powietrza), to bardziej gwałtowne i szybsze prądy wznoszące i bardziej gwałtowne burze, co na diagramie widoczne jest jako szeroki obszar dodatni. CAPE zależy więc od:
- rozkładu temperatur powietrza w zależności od wysokości (im szybciej powietrze się ochładza wraz z wysokością i im zimniejsze jest, tym większa wartość CAPE),
- temperatury powietrza blisko powierzchni ziemi (im cieplejsza parcela powietrza przy powierzchni, tym większa różnica temperatur zaistnieje między nią a otoczeniem na większych wysokościach i zwiększy to wartość CAPE), ponadto ogrzewanie jest potrzebne do podniesienia powietrza do poziomu swobodnej konwekcji,
- wilgotności powietrza przy powierzchni ziemi (im większa wilgotność, tym więcej ciepła przemiany wydzieli się w czasie kondensacji i parcela powietrza będzie stygnąć wolniej niż otoczenie, co sprzyja większemu CAPE).

Te czynniki przyczyniając się do zwiększenia CAPE, są głównymi przyczynami rozwoju gwałtownych zjawisk atmosferycznych.

## Związek CAPE z burzami
Burze powstają, kiedy masy powietrza są podnoszone pionowo w górę. Aby zaszła silna konwekcja unoszące się powietrze musi osiągnąć poziom LFC, by potem rozpocząć swobodne unoszenie aż do poziomu równowagi. Przy powierzchni ziemi powietrze jest ciepłe, ale wraz ze wzrostem wysokości robi się coraz chłodniejsze. Temperatura powietrzna na różnych wysokościach jest na wykresie widoczna jako gruba linia. Rozmiar i kształt obszaru CAPE determinuje prędkość prądów wstępujących. Ekstremalnie wysokie wartości CAPE mogą skutkować nagłym rozwojem gwałtownych chmur burzowych, zwłaszcza przy obecności inwersji temperatur. Dla rozwoju trąb powietrznych ważną rolę odgrywa CAPE na najniższych wysokościach (do 3 km). Szeroki i duży obszar CAPE na średnich wysokościach jest ważny w rozwoju superkomórek, gdyż oznacza to duże różnice temperatury i szybkie przyspieszanie prądów wstępujących niezbędne do powstania superkomórek. Trąby powietrzne o dużej sile pojawiają się, gdy wartości CAPE są bardzo wysokie. W związku z dużymi wartościami energii potencjalnej prądy wstępujące są znacznie mocniejsze, co sprzyja gradowi ogromnych rozmiarów i wyładowaniom atmosferycznym. 
Przykładowo przed atakiem trąby powietrznej o sile F5 w Oklahomie 3 maja 1999 wartość CAPE osiągnęła bardzo wysoki poziom 5885 J/kg.